# Ervenik
Ervenik je općina u Hrvatskoj. Nalazi se u Šibensko-kninskoj županiji. Općinu čine naselja: Ervenik, Mokro Polje, Oton, Pađene i Radučić.

## Zemljopis
Ervenik se nalazi na području Bukovice uz rijeku Zrmanju. Istočnim rubom općine prolazi državna cesta Knin – Gračac.

## Stanovništvo
Prostor općine Ervenik izrazito je rijetko naseljen, te je stoga gospodarski zaostao. Većinsko stanovništvo općine čine Srbi (97,19 %), dok je Hrvata svega 2,53 %. Nekad su Hrvati činili značajan udio stanovništva, no tijekom Drugog svjetskog rata uslijed protjerivanja od strane četnika, gotovo su svi iselili.
Po popisu stanovništva iz 2021. godine, općina Ervenik imala je 789 stanovnika, raspoređenih u 5 naselja: Ervenik, Mokro Polje, Oton, Pađene i Radučić.
| broj stanovnika | 4874  | 5222  | 5224  | 5835  | 6511  | 7059  | 6518  | 7331  | 6848  | 6945  | 6694  | 5710  | 4836  | 4115  | 988   | 1105  | 789   |
|                 | 1857. | 1869. | 1880. | 1890. | 1900. | 1910. | 1921. | 1931. | 1948. | 1953. | 1961. | 1971. | 1981. | 1991. | 2001. | 2011. | 2021. |

| broj stanovnika | 2080  | 2129  | 2123  | 2337  | 2466  | 2788  | 2467  | 2829  | 2318  | 2331  | 2397  | 2056  | 1827  | 1570  | 227   | 287   | 227   |
|                 | 1857. | 1869. | 1880. | 1890. | 1900. | 1910. | 1921. | 1931. | 1948. | 1953. | 1961. | 1971. | 1981. | 1991. | 2001. | 2011. | 2021. |

## Uprava
Općinska uprava nalazi se u Erveniku.

## Povijest
U Erveniku je stoljećima postojala katolička župa koja je još 1940. imala 600 vjernika. Danas tu živi svega 30 Hrvata.
Ervenik je i mjestom masovnog smaknuća Hrvata. Pred kraj Drugog svjetskog rata na području Drniške krajine, kad su Drniš, Siverić i Miljevci došli pod partizansku vlast 1944., mnogi su tamošnji Hrvati odveženi odatle na stratište u Ervenik, gdje su ubijeni i pokopani. Ervenik se od 1991. do 1995. godine nalazio pod srpskom okupacijom.

## Gospodarstvo
Tvornica odjevnih predmeta „Ponos” bila je najznačajniji gospodarski objekt u mjestu. Uništena je tijekom Domovinskog rata.

## Spomenici i znamenitosti
- katolička crkva sv. Mihovila Arkanđela (prvi spomen 1402. godine)[7][8]
- pravoslavna crkva sv. Nikole iz 1669. godine.
- nedaleko od zaseoka Štalija (Mokro Polje), istočno od Ervenika, nalaze se ostatci plemićkoga grada Kegalj-grada, koji se u dokumentima prvi put spominje 1433. godine[9]

## Poznate osobe
- Janez (Ivan) Kranjc – katolički svećenik i mučenik

## Vanjske poveznice
- Službene stranice Općine Ervenik

|  | Portal Hrvatske: pristup člancima s tematikom o Hrvatskoj |